# Gunn Wållgren
Gunn Wållgren (Göteborg, 16 novembre 1913 – Stoccolma, 4 giugno 1983) è stata un'attrice svedese.

## Biografia
Gunn Wållgren, nata Gunnel Margaret Haraldsdotter Wållgren, fu un'attrice svedese attiva nel cinema a partire dagli anni quaranta.
Molto attiva in teatro, è più nota a livello internazionale per quello che fu il suo ultimo ruolo nel cinema, quello di Helena Ekdahl, nonna dei due protagonisti di Fanny e Alexander di Ingmar Bergman (1982).

## Filmografia parziale
- Resan bort, regia di Alf Sjöberg (1945)
- Medan porten var stängd, regia di Hasse Ekman (1946)
- La furia del peccato (Kvinna utan ansikte), regia di Gustaf Molander (1947)
- Var sin väg, regia di Hasse Ekman (1948)
- Mannen som slutade röka, regia di Tage Danielsson (1972)
- Bröderna Lejonhjärta, regia di Olle Hellbom (1977)
- Fanny e Alexander (Fanny och Alexander), regia di Ingmar Bergman (1982)

## Premi e riconoscimenti
Guldbagge - 1981
Miglior attrice - Sally och friheten